# Moise
Moise (în ebraică: משה – Moshe, citit: Moșe, cu accentul pe "e") este socotit de tradiția iudaică, iar pe urmele ei, și de cea creștină, un profet și etnarh, conducătorul triburilor israelite ieșind din Egipt (după una din cronologiile presupuse, în jurul anului 1250 î.Hr.)
El este cunoscut la evrei ca Moșé Rabenu („Moise, Învățătorul nostru”) sau, mai rar, Moșé ben Amram ("Moise, fiul lui Amram") și este, după tradiția lor religioasă, cel care a primit Legea divină (Tora) pe Muntele Sinai și fondatorul religiei evreilor – iudaismul. De aceea, această religie este uneori numită și mozaism, după Moise. Numele său este de origine egipteană, însemnând pur și simplu „fiul lui...”, de exemplu Ramses înseamnă „fiul zelui Ra/Re”. Interpretarea pe care i-o dă Biblia este „scos din” (apă), sau mai exact moșeh ammo, care înseamnă „cel care-și scoate poporul din...”.
Potrivit cu narațiunea Vechiului Testament (Pentateuh sau Pentateuc), Moise a fost cel mai de seamă din profeții evreilor. Credința în profeția lui este definită ca principiul al șaptelea din cele douăsprezece principii ale credinței iudaice, așa cum au fost formulate în crezul lui Rabbi Moshe ben Maimon (Maimonide). Data tradițională a nașterii și a morții sale în calendarul evreiesc este 7 Adar.
Moise este considerat un profet din cei mai însemnați și de alte religii monoteiste – precum creștinismul și islamul. Samaritenii îl consideră ca unicul profet.

## Istoricitate

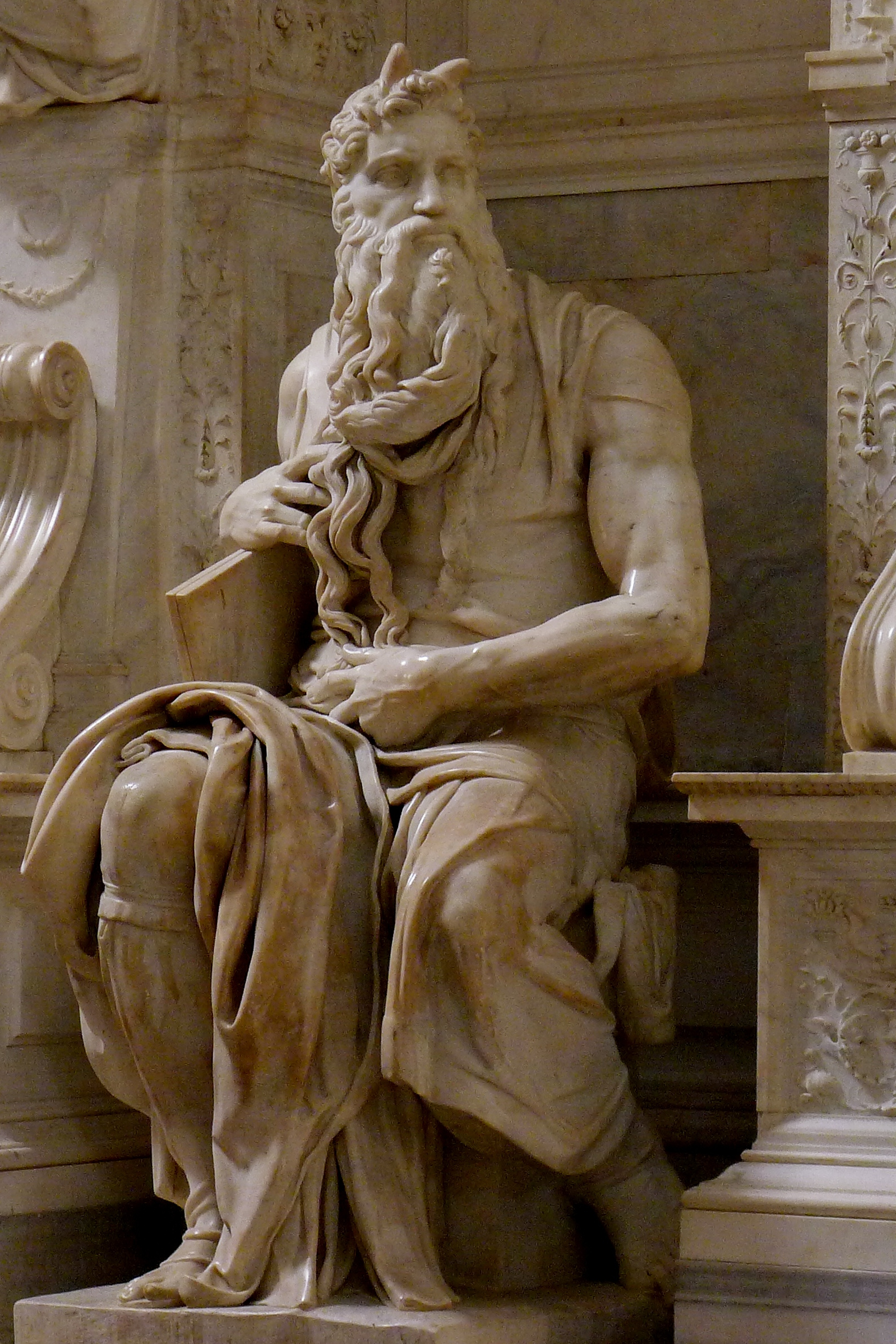
Moise de Michelangelo

Istoricitatea Ieșirii (Exodului) la data fixată de ipotetica cronologie biblică este însă îndoielnică, ca și existența evreilor pe teritoriul egiptean la acea dată sau mai înainte.  Arheologii Israel Finkelstein și Neil Asher Silberman, în  cartea lor, „Biblia dezgropată, Noile date ale arheologiei” tratează pe larg problema Exodului, arătând lipsa dovezilor arheologice sau surselor istorice nebiblice care să dovedească existența evreilor în perioada stabilită de cronologia biblică în Egipt, cum nu există de altfel nici date în afara Bibliei, care să dovedească plecarea lor din Egipt și rătăcirea pentru decenii prin deșert, și mai apoi cucerirea violentă a Canaanului. Sunt date istorice care sprijină însă existența (trecerea) în diferite perioade a unor populații semitice misterioase dinspre est, dinspre Canaan, înspre Egipt, ca triburile „apiru” iar mai târziu „hicsoșii”, care au și stăpânit în Egipt pentru o vreme. După Finkelstein și Silberman, termenul „apiru” s-ar referi la făcătorii de fărădelegi care existau la marginea societății, la relativ adăpost față de autoritățile politice. Un lucru este însă cert: nu există nici o referință, în afara cărților Bibliei, care să ateste trecerea (existența) unei populații cunoscute sub numele exact de „evrei” prin Egipt în jurul perioadei indicate de cronologia biblică acceptată de obicei, și o ieșire a evreilor în acea perioadă. Cercetătorii amintiți cred că într-o epocă mai târzie o cucerire a orașelor canaaneene de către triburi ca cele ebraice ar fi fost imposibilă, căci Canaan-ul ar fi fost deja împânzit cu garnizoane egiptene, iar monarhii locali, e drept, semiți ca evreii în marea lor majoritate, erau vasali ai faraonului. Există o amplă corespondență diplomatică între acești vasali și faraonul vremii.
Dacă evenimentele relatate în Biblie conțin multe adaosuri mitologice și inadvertențe istorice, firește că și istoricitatea personajului este disputată, opiniile mergând de la acceptarea existenței unei figuri istorice cu acest nume până la negarea existenței sale (lucru care se întâmplă și cu personaje mult mai recente ca Buddha, Iisus sau Mohamed). Consensul istoricilor mainstream este că Moise nu a existat în mod real sau, dacă a existat, nu putem ști nimic altceva despre el. Consensul academic îl vede pe Moise în general drept personaj mitic sau legendar, dar admite că e posibil să fi existat o persoană reală care avea similitudini cu Moise. Encyclopaedia Judaica⁠(en)[traduceți] (2007) recunoaște că cel mai probabil Moise nu a existat; Comentariul oficial al Torei pentru iudaismul conservator, publicat în 2001, este și el de acord. Consensul istoricilor mainstream consideră că sclavia a milioane de evrei în Egipt și exodul a milioane de evrei din Egipt sunt evenimente lipsite de istoricitate. Conform lui Shaye J. D. Cohen (profesor la Universitatea Harvard), „Cei mai mulți israeliți erau de origine canaanită; strămoșii lor nu au participat la un Exod din Egipt; Israeliții nu au construit piramidele!!!” Conform lui William Dever, pentru poziția că evreii au provenit din populația canaanită există dovezi copleșitoare, ceea ce „elimină posibilitatea exodului din Egipt sau a unui pelerinaj de patruzeci de ani prin deșert”.
Tradiția evreiască îi atribuie lui Moise scrierea primelor cinci cărți ale Bibliei ebraice, cărți cunoscute sub numele ebraic Tora, sau sub echivalentul grecesc Pentateuh. Această atribuire este însă o idee recentă în iudaism, ea apărând, se crede, numai din secolul I î.e.n. Istoricii Bibliei (criticismul) arată de altfel că Pentateuhul nu putea fi în întregime scris de Moise cât timp o bună parte a evenimentelor descrise în acesta sunt posterioare perioadei în care cronologia biblică presupune că personajul Moise a trăit. Astfel însemnările despre regii care au domnit peste Edom înaintea unui rege peste Israel (Facere 36:31) și a fortiori relatarea propriei sale morți (Deut. 34) nu pot fi atribuite lui Moise sau cuiva din perioada în care acesta se pretinde a fi trăit.
Prima întrebare era dacă Moise putea fi într-adevăr autorul celor Cinci Cărți ale lui Moise, din moment ce ultima carte, Deuteronomul, descrie în mod foarte detaliat timpul precis și împrejurările proprii morți a lui Moise. Alte incoerențe au devenit rapid clare: textul biblic era încărcat cu paranteze literare care explicau numele antic al unor locuri și remarcau în mod frecvent că dovezi ale faimoaselor evenimente biblice erau disponibile „până în ziua de azi”. Acești factori i-au convins pe unii cercetători din secolul al XVII-lea că cel puțin primele cinci cărți ale Bibliei au fost alcătuite, amplificate și înfrumusețate de editori ulteriori, anonimi și de revizori din secolele care au urmat.

Spre sfârșitul secolului al XVIII-lea și preponderent în cel de-al XIX-lea mulți cercetători critici ai Bibliei au început să se îndoiască de faptul că Moise ar fi avut ceva de-a face cu scrierea cărților Pentateuhului; ei au ajuns să creadă că Biblia era în mod exclusiv opera unor autori târzii. Acești cercetători au arătat ceea ce păreau drept versiuni diferite ale acelorași povești din cărțile Pentateuhului, sugerând că textul biblic era produsul mai multor scriitori care puteau fi astfel recunoscuți. O citire atentă a cărții Genezei, spre exemplu, a demonstrat două versiuni contradictorii ale creației (Geneza 1:1-2:3 și Geneza 2:4-25), două genealogii foarte diferite ale urmașilor lui Adam (Geneza 4:17-26 și Geneza 5:1-28), și două povești separate și rescrise ale potopului (Geneza 6:5-9:17). În plus, erau zeci de dublete și uneori chiar triplete ale acelorași evenimente în poveștile călătoriilor patriarhilor, Ieșirii din Egipt și dării Legii.— Israel Finkelstein și Neil Asher Silberman, The Bible Unearthed. Archaeology's New Vision of Ancient Israel and The Origin of Its Sacred Texts.
Lester L. Grabbe afirmă că pe vremea când studia pentru doctorat (cu mai bine de trei decenii înaintea anului 2007), „istoricitatea substanțială” a povestirilor Bibliei despre patriarhi și despre cucerirea Canaanului era acceptată pe larg, dar în zilele noastre cu greu se mai poate găsi un istoric care să mai creadă în ea.

În 2004, în Symboles de l'Égypte (éd. Desclée de Brouwer), Christiane Desroches Noblecourt scrie la pp. 125-126: 
Este pe de o parte absurd să considerăm textul biblic drept document istoric, iar pe de altă parte să inversăm importanța protagoniștilor: Israel este menționat o singură dată, pe stela lui Merenptah, în timp ce cuvântul Egipt este folosit de 680 de ori în Biblie. [...] Aluziile biblice la Egipt au în mod preponderent rolul de a colora istoria internă a evreilor și de a da un decor vag anumitor episoade istorice, dar nu au nicio legătură cu ceea ce ne învață istoria reală.

În 2005, Pierre de Miroschedji a publicat un articol în revista La Recherche. El scria: 
În general, niciun arheolog serios nu mai crede în ziua de azi că evenimentele povestite în Cartea lui Iosua ar avea vreo bază istorică reală. Prospecțiunile arheologice, în special la începutul anilor 1990, au dezvăluit că a israeliților cultură a apărut pe dealurile din centrul țării, drept continuare a culturii cannaanite a epocii anterioare.
 El subliniază că nimic nu împiedică utilizarea Bibliei în arheologie, sub formă de izvor supus criticii, așa cum arheologii procedează cu oricare alt document.
Scrierile atribuite lui Moise marchează, însă, în ochii tradiției, începutul redactării Bibliei, consemnând date petrecute conform acesteia începând, poate, cu anii 1700 î.Hr. Unii istorici sunt însă de părere că înaintea domniei lui David (sec. XI î.e.n.) n-ar fi existat condiții culturale și organizatorice care să permită redactarea unei astfel de opere literare. Unul dintre autorii Pentateucului, desemnat de către critica biblică cu numele de Iahvistul, este o persoană sau un grup de persoane trăind în perioada solomonică (sec. X î.e.n.). Un alt autor (sau grup de autori) al Pentateucului este cel desemnat de către istorici cu numele de „autorul sacerdotal” („sursa P”, de la Priesterschrift), el trăind probabil mult mai târziu, în perioada Exilului babilonian (sec. al VI-lea î.e.n.). Un alt autor, Deuteronomistul ar fi trăit și el tot în perioada Exilului babilonian.
Dintre personajele Bibliei ebraice Moise este singurul pe care evreii îl numesc Omul lui Dumnezeu.
Pentru credincioși, Moise este cel mai blând om născut vreodată și ales de Dumnezeu să scoată poporul evreu din robia egipteană. Există însă destule pasaje biblice care-l descriu pe Moise ca pe un tiran însetat de sânge, de o cruzime și intoleranță ieșite din comun. Aceste pasaje, ca si cele privitoare la sclavie, sunt în general considerate ca inacceptabile după standardele morale actuale. De exemplu, Richard Dawkins consideră poveștile biblice de ocupare a Canaanului (fie că ele ar fi sau nu adevărate) de același nivel de moralitate cu „invadarea Poloniei de către Hitler sau masacrarea kurzilor și arabilor din mlaștini de către Saddam Hussein”.

## Nașterea și tinerețea

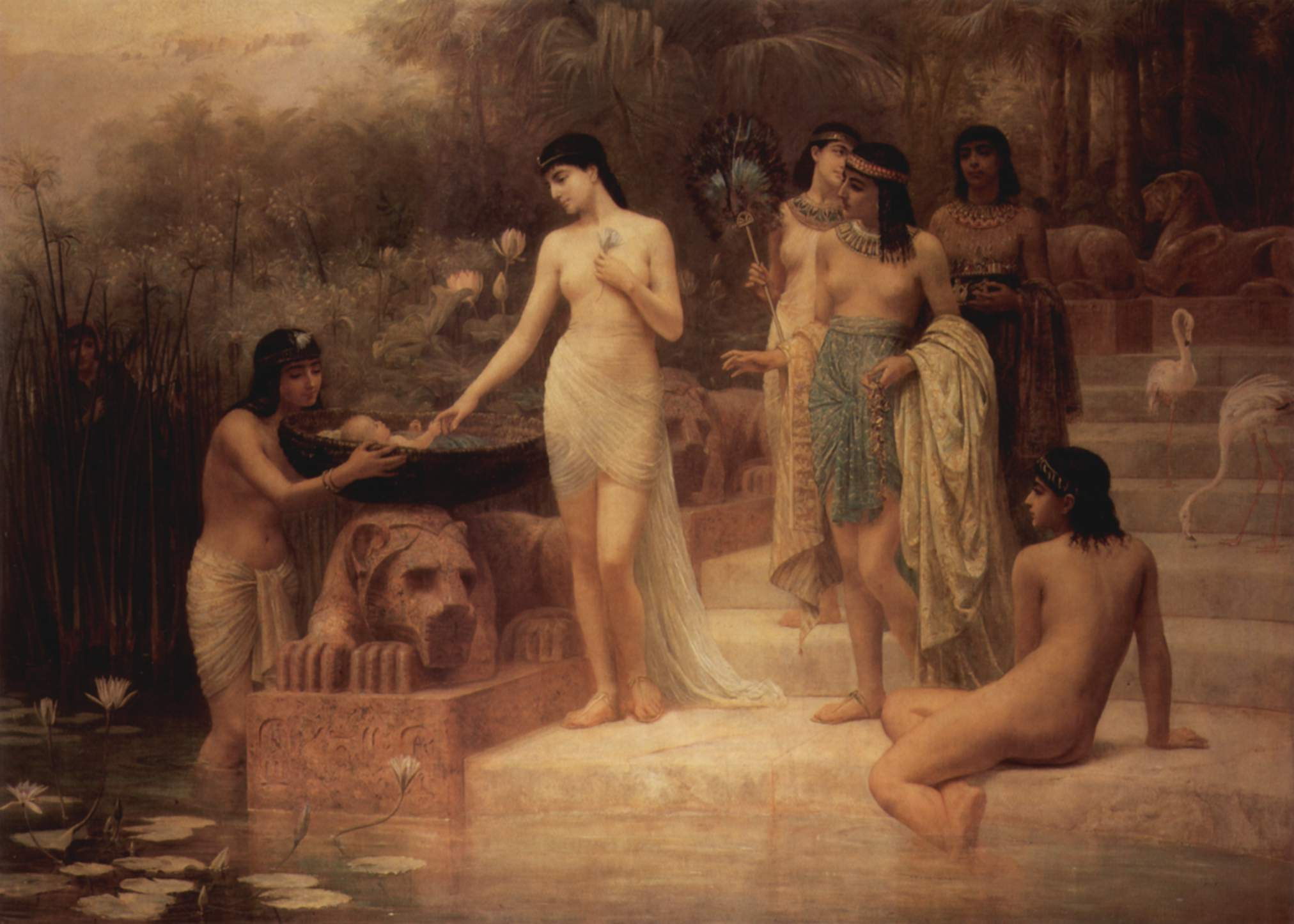
Adoptarea lui Moise de către fiica faraonului de Edwin Long</br>

Biblia relatează că evreii au venit în Egipt datorită foametei (după una din cronologiile ipotetice - poate în anii 1700-1600 î.Hr), în timpul lui Iosif, personaj provenit din Canaan și care avansase până la un rang de mare demnitar la curtea Faraonului. După mitul ebraic timp de 430 de ani evreii au fost prizonierii egiptenilor, ca sclavi. În timpul unui faraon pe care unii l-au identificat cu Seti I, după cum arată Biblia, faraonul a văzut o primejdie demografică în faptul că evreii „se înmulțeau” prea mult. Astfel a dat poruncă ca toți pruncii de parte bărbătească ai evreilor să fie uciși, prin înecare în fluviul Nil. Istoricii religiei recunosc aici binecunoscuta temă mitologică a pruncului divin (puer aeternus) amenințat în existența lui de către un monarh diabolic. În multe din legendele arătate (nu și în Biblie) doar un singur prunc a supraviețuit. Această temă arhetipală a copilului abandonat apelor unui fluviu este și ea binecunoscută istoricilor religiei, ea fiind chiar o cutumă antică: dacă fluviul lasă copilul abandonat în viață, înseamnă că acesta este destinat a fi un erou. Povestea spune că o Ioheved, o femeie din sămânța lui Levi născuse soțului ei, Amram ben Kehat, un copil pe care l-a ascuns de soldații egipteni al faraonului. Aceasta l-a pus într-un coș uns cu smoală și i-a dat drumul să plutească pe Nil. Coșul a fost găsit de una dintre fiicele faraonului și de servitoarele ei. Pruncul a fost numit Moise, care, potrivit tradiției, ar proveni dintr-o sintagmă ebraică ce înseamnă scos din apă. Mulți savanți bibliști resping însă ipoteza tradiției, arătând că fiicele faraonului nu puteau ști ebraica. Numele este mai degrabă unul egiptean. Potrivit aceleiași tradiții biblice, Moise a fost crescut și învățat la curtea regală a faraonului ca un cetățean egiptean. Fiica cea mai mare a faraonului Seti I (și pe care tradiția mai târzie a evreilor, în Midraș, o cheamă Batya = Fiica lui Dumnezeu), cea despre care se presupune că a fost aceea care-l găsise pe Moise în apă, ar fi născut însă după unii din istoricii Egiptului antic, pe Ramses, acesta reieșind a fi, conform acestor speculații, nu mai puțin decât "fratele vitreg" mai mic al lui Moise. Ca urmare, după aceste încercări de reconstrucție istorică, Moise ar fi trebuit să devină faraonul Egiptului, fiind cel mai mare nepot al faraonului de pe atunci. Neștiind (poate) că el însuși era de origine evreiască, Moise vizita câteodată construcțiile faraonului, ridicate ,conform narativului biblic, de către sclavii evrei. Odată Moise a văzut un paznic egiptean bătând un sclav evreu. Nesuportând aceasta, el a luat o piatră cu care l-a ucis. Fapta aceasta fiind descoperită, faraonul a hotărât să-l omoare, așa că Moise a fost nevoit să fugă din Egipt de gărzile faraonului. Povestea biblică continuă, spunând Moise a ajuns în Midian, la o familie de păstori nomazi. Acolo și el s-a făcut păstor, printr-o înțelegere cu preotul madianit Ietro. Mai târziu Moise s-a căsătorit cu Zipora, fiica lui Ietro, care i-a născut un copil. Fiului i-au pus numele Gherșom („Sunt străin aici”); căci, a zis el, locuiesc ca străin într-o țară străină.

## Trimiterea în misiune
Într-o zi Moise a găsit un rug aprins de flăcări, dar care nu se mistuia. Moise a comunicat cu Dumnezeu (YHWH) prin acest rug și a primit misiunea de a-i elibera pe evrei din sclavia egipteană. Faraonul (Seti I ?) murise, iar după el a urmat la tron fiul său (Ramses al II-lea ?). Dumnezeu îl anunță pe Moise că va trimite urgii asupra Egiptului, prin acționarea toiagului său miraculos. Trimis în Egipt, Moise îl întâlnește pe fratele său, Aaron. Cum Moise avea dificultăți de vorbire, sau, după ipotezele amintite ale unor critici ai Bibliei, nici nu ar fi știut limba evreilor, el a fost înștiințat de Dumnezeu că va putea comunica cu poporul prin intermediul lui Aaron.
Mai ales după epoca Renașterii și a Iluminismului, mulți din cititorii moderni ai Bibliei și-au pus întrebări în legătură cu diversele miracole descrise. De pildă, ce ar fi fost acel rug care arde și nu se mistuie? Mulți s-au hazardat în a da diverse explicații raționale bazate pe unele cunoștințe furnizate de știință. După unele din speculațiile unor astfel de comentatori moderni ai narativului biblic, explicația rugului aprins, care arde și nu se mistuie, ar fi următoarea: în zona Palestinei există foarte multe resurse de gaz, iar un astfel de gaz ar fi ieșit din pământ, provocând arderea rugului, dar fără a-i schimba forma. Acest gaz ar fi fost, după unii, și sursa cernelii topite cu care ar fi scris evreii.

## Cele zece urgii
Moise ajunge în Egipt, unde îl întâlnește pe Aaron, fratele său. El se arată în fața faraonului și-i cere să-i elibereze pe evrei din robia Egiptului („Trimite poporul meu”). Faraonul refuză, negând și disprețuind pe Dumnezeul evreilor. Dar cu putere de la Dumnezeu, Moise a scos toiagul, l-a aruncat în fața faraonului, și, minune, toiagul s-a transformat într-un șarpe. Slujbașii faraonului nu s-au lăsat mai prejos și au reușit sa facă la fel cu toiegele lor. În această întrecere de minuni, până la urmă șarpele lui Moise i-a înghițit pe ceilalți șerpi, ai servitorilor. Dar nici atunci faraonul nu s-a lăsat convins și a continuat să refuze a-i elibera pe evreii înrobiți, ba dimpotrivă, i-a chinuit cu munci și mai grele.
Dumnezeu îl anunță atunci pe Moise și pe Aaron că El va lovi țara Egiptului cu cele 10 urgii (sau Plăgi). Deși, cum s-a arătat, nu întotdeauna este util de a căuta explicații științifice naturaliste în spatele tuturor  miracolelor descrise de o carte religioasă care abundă în mituri. (Pentateuhul grupează aproape toate miturile din întreaga Biblie), anumiți autori cedează tentației și caută astfel de explicații — în mod obișnuit în știință se caută explicații unor fenomene atestate în mod repetat ca fiind reale, și nu unor singularități, care pe deasupra sunt relatate și în context religios de niște texte pioase ale istoriei antice (iată ce spunea în acest sens, într-un interviu în Les Cahiers de Science & Vie nr. 75, iunie 2003, p. 37, istoricul evreu israelian Israel Finkelstein: „Acest demers este învechit. Văd aici marca și influența secolului al XIX-lea în aceste tentative care vor să pună de acord Biblia cu fenomenele naturii. Consider că aceste tentative nu sunt necesare dar sunt destinate eșecului. Evenimentele extraordinare raportate de Biblie pot pe alocuri conține urme de fragmente de amintiri, dar care sunt totalmente transformate, deformate de la o generație la alta, în plus fiind marcate de intenții și semnificații diverse ale cărui scop era întotdeauna același: mărturisirea atotputerniciei lui Dumnezeu. A interpreta deci evenimentele descrise de Biblie în lumina fenomenelor naturale este un contrasens.”).
Numai din momentul în care Biblia ebraică a început să fie disecată și studiată separat de funcția sa puternică din viața comunitară teologii și cercetătorii Bibliei au pretins de la ea să fie ceea ce nu era de fapt. Începând cu secolul al XVIII-lea, din goana Epocii Luminilor după istorie riguroasă și verificabilă, facticitatea istorică a Bibliei a devenit — cum este și acum — o problemă aprig dezbătută. Realizând că o creație în șapte zile și miracolele spontane nu pot fi explicate satisfăcător de rațiune și știință, cercetătorii își alegeau pasaje din Biblie pe care le considerau « istorice » și pasaje pe care nu le considerau astfel. Au apărut teorii despre diversele surse conținute în textul Bibliei, iar arheologii s-au certat asupra dovezilor care afirmă și infirmă validitatea istorică a anumitor pasaje din Biblie.

Dar integritatea și de fapt istoricitatea Bibliei nu depind de dovedirea conștiincioasă a vreunui eveniment sau a vreunei persoane din ea...

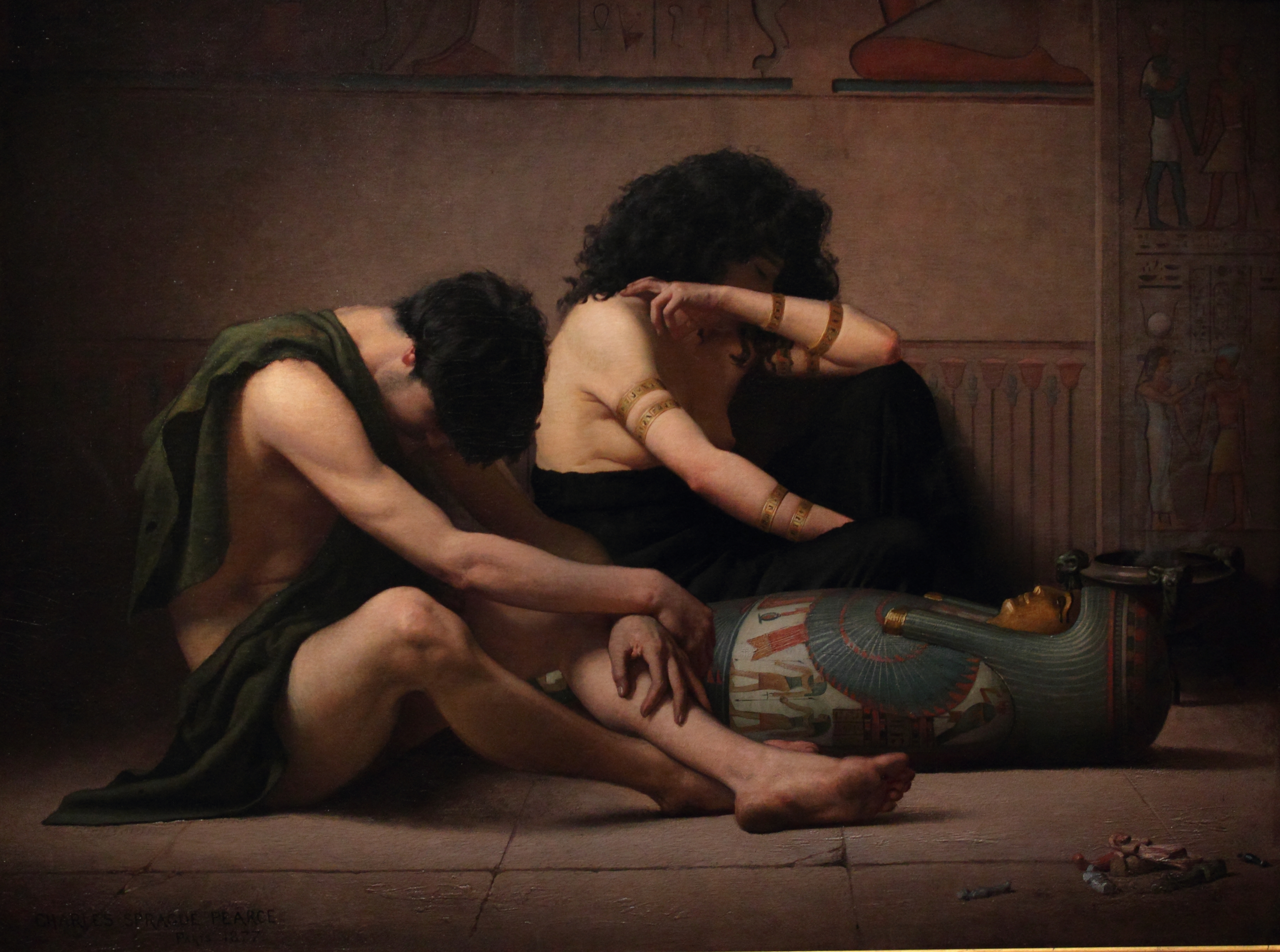
Plânsete după moartea primilor-născuți din Egipt de Charles Sprague Pearce

Mai jos sunt prezentate câteva astfel de tentative de explicații raționale ale Plăgilor Egiptului, conform unui documentar istoric al canalului Discovery. Aceste plăgi sunt considerate a fi consecința erupției catastrofale a vulcanului Santorini din anul 1613 î.C.
1. Înroșirea Nilului – s-ar fi produs din cauza infestării cu bacterii, numite Pfiesteria, care s-ar fi unit împreună, formând pete mari de roșeață, foarte asemănătoare cu sângele, și ducând și la moartea peștilor.
2. Broaștele – moartea peștilor a dus la alterarea mediului broaștelor, făcându-le să iasă din bălți și să se înmulțească pe uscat. Moartea și putrezirea lor a produs o  duhoare cumplită.
3. Păduchii – în urma duhorii s-au produs concentrări mari de insecte devorând organismele moarte, și ele s-au răspândit atacându-i și pe oameni.
4. Muștele – mirosul a atras și muștele, producând și înmulțirea acestora în gospodăriile egiptenilor.
5. Moartea vitelor – probabil că muștele au răspândit prin contact și înțepături boli grave, ducând la epizootii fatale în rândul animalelor.
6. Bubele – acest caz s-ar datora tot muștelor, care ar răspândi prin înțepături și la om boli ca antraxul. Deci până aici, urgiile ar avea conexiuni una cu cealaltă.
7. Ploaia de foc și piatră – se poate să fi fost o grindină care a distrus recoltele egiptenilor.
8. Lăcustele – au acoperit întreg cerul, hrănindu-se cu recoltele rămase după grindină.
9. Întunericul de 3 zile – a fost probabil o eclipsă de Soare (dar greu de crezut că a durat 3 zile), sau mai probabil o furtună grea de nisip.
10. Moartea întâilor-născuți – nu ar fi fost vorba de ciumă (deoarece ar fi ucis un sfert din populația egipteană, evreii având o tradiție specială de a curăța grâul de dejecțiile șobolanilor). S-a emis ideea că întâii-născuți s-au hrănit cu grâul distrus de grindină (aici intervine iarăși conexiunea dintre urgii), care ar fi dus la înmulțirea germenilor patogeni și întâii-născuți fiind cei dintâi nutriți, pe timp de foamete, au murit subit, ca și omorâți de îngerul morții.

## Despărțirea Mării Roșii

Traversarea Mării Roșii
Toros Roslin, 1266</br>

Pierzându-și fiul, faraonul Ramses dă dispoziție supușilor de la curte să dea drumul evreilor și să le dea și toate comorile cerute. După aproape 400 de ani (?) în Egipt, poporul evreu se refugia acum din nou către Canaan - Palestina. Evreii, după cum ne spune Biblia, erau cinci sute de mii de bărbați evrei, un milion cinci sute de femei și copii, rezultând doua milioane de refugiați, între care și familia lui Moise - compusă din fratele său Aaron și sora sa Miriam. 2 milioane este evident un număr foarte exagerat la vremea respectivă, mai ales că nu s-a găsit nicio urmă a unei migrații așa de masive în deșert. S-a presupus că poate era vorba de circa 10.000 de oameni, dar și ei ar fi putut lăsa vreo urmă arheologică oarecare pe parcursul peregrinărilor lor. Oricum în calea lor stătea un obstacol ce părea de netrecut și acela era Marea Roșie. Le rămânea o singură alternativă: ori de a ocoli marea, ori de a se întoarce în Egipt (după narativul din Coran, cartea sacră a islamului, redactată cu mult mai târziu, ei s-au întors definitiv în Egipt). Chiar și faraonul se răzgândise între timp în privința evreilor. A trimis trupe, inclusiv care trase de cai. Mulțimea de evrei era furioasă pe Moise, spunând că era de preferat să trăiască în condițiile din Egipt, decât să moară în deșert. Evreii erau îngroziți de armata egipteană ce se îndrepta spre ei. Mulți credeau că ar trebui  mai degrabă să se predea. Dar o furtună de nisip îi înconjură pe egipteni. Acum aveau ocazia - evreii se simțeau între ciocan și nicovală - ori se predau de bună voie egiptenilor și se întorceau la robie și muncile silnice sub soarele strălucitor al Egiptului, ori se duceau spre mare, riscând să se înece - ocolitul ei nu mai era posibil, le-ar fi luat prea mult timp. Are loc însă un miracol salvator prin voia la Dumnezeu - Domnul îi poruncește lui Moise să ridice toiagul spre mare. Se porni un vânt năprasnic și foarte puternic, iar Marea Roșie se despărți în două ziduri de apă - un lucru ce nimeni nu mai văzuse. Apoi, mulțimea de evrei împreună cu animalele și cu toate căruțele cu merinde și cu comorile din Egipt, alergau cu egiptenii și carele lor de luptă pe urmele lor. Moise ridică încă o dată toiagul la porunca Domnului, și, încă o minune, zidurile de apă se prăbușiră peste egipteni, înecându-i. Diverși cărturari și-au dat părerea care ar fi explicația rațională a unui eveniment  de acest gen - majoritatea ipotezelor vorbind despre posibilitatea unei erupții vulcanice în regiune și a unui tsunami. Un vulcan care a erupt prin sec. XII-XI î.Hr. a fost probabil Tera, vulcanul din Creta care a erupt și a distrus civilizația cretană. În Biblie sunt descriși niște stâlpi de fum și de foc. Era de ajuns ca un vulcan din apropierea Mării Roșii să fi erupt, pentru ca lava să fi format un istm de cenușă  doar pentru 1-2 ore.
Unii consideră ca marea descrisă de Biblie ar fi fost, în realitate, un lac mlăștinos, astăzi secat. Roțile carelor egiptene s-ar fi împotmolit în el, iar evreii, profitând de ocazie, i-ar fi atacat pe egipteni, care s-ar  fi înecat.

## În deșert

Egiptul în secolul al XV-lea î.e.n., perioada Exodului și a cuceririi Canaanului descrisă în Cartea lui Iosua, conform cronologiei biblice. Așa cum arată harta, Canaanul era ocupat de Egipt în acel timp, fapt pe care Biblia a uitat să-l menționeze.

După ce au părăsit teritoriul egiptean, evreii erau în drum spre Sinai. Cu hrana terminată și fără apă, Moise avea de condus o mulțime de evrei simandicoasă, mulți furioși nerecunoscători față de ajutorul Domnului. Preferau mulți să se întoarcă în Egipt, să muncească, să construiască, să cultive cereale, să mănânce pâine și usturoi. Moise îi cere Domnului să-i trimită hrana zilnică. În acel timp, apar stoluri de păsări migratoare seara, evreii ospătându-se cu carne friptă. Dimineața primeau mană cerească din cer, un praf format din bobite albe, cu gust de miere. Astăzi, în orientul apropiat se găsesc diverse castane, crescute în ramuri, și acestea presate, devin un fel de lichid, cu gust de miere. Le mai lipsea apa, iar mulțimea era gata să-l omoare pe Moise cu pietre. El face un lucru miraculos - deși făcut de Domnul, el spunea că a scos apă din stâncă. Stânci cu izvoare găsești peste tot - unele potabile, altele sărate.
Evreii ajung la poalele Muntelui Sinai, unde văd muntele înconjurat de nori negri și fulgere. Moise îi lasă conducerea poporului fratelui său, Aaron, și se urcă pe munte unde rămâne 40 zile, ținând post. În timpul acela, evreii uitând de Dumnezeul ce i-a salvat din Egipt, îl forțează pe Aaron să facă o statuie de aur din bijuteriile lor, sub forma unui vițel (să fie oare zeița Hator luată de la egipteni?). Evreii pretindeau că zeii lor egipteni erau furioși pe ei. Moise se întoarce cu Tablele Celor Zece Porunci. Acesta, mâniat că poporul nu mai recunoștea autoritatea Domnului și închinându-se la el, sparge tablele din cauza mâniei și aruncă idolul. Pune o armată de evrei să-i ucidă pe cei care s-au închinat. Refăcând tablele, Moise îi pune pe evrei să respecte cele 10 porunci: să-și recunoască Dumnezeul, să nu se închine la idoli, să nu insulte numele Domnului și să respecte sâmbetele - ziua când au ieșit din Egipt ca zile de odihnă, (fiind și cea de-a șaptea zi în care Domnul s-a odihnit după ce a creat Pământul în șase zile), urmând apoi alte șase porunci în care să-și respecte aproapele, să nu ucidă, să nu fure, să nu mintă, să nu se desfrâneze sau să nu devină invidioși pe bunurile altora. Încălcarea legilor urma pedeapsa cu moartea (prin aruncarea cu pietre). Diversele păcate și neîncrederea i-au făcut pe evrei să fie pedepsiți și să pribegească 40 de ani în deșert. În acest timp s-a făcut Chivotul Legământului - o comoară religioasă de neprețuit. Toți acești 40 de ani nu arată nicio dovadă ascunsă în deșert dacă ar fi existat exodul - nicio rămășită de animal, om, lucru material, o bucată din corturile lor, nicio urmă arheologică.

## Coarnele lui Moise
Coarnele lui Moise provin dintr-o traducere greșită a Vechiului Testament în limba latină (Vulgata).